# Partido Renovador Democrático
El Partido Renovador Democrático (PRD) fue un partido político portugués activo entre 1985 y 1991. 
En un contexto de medidas políticas y económicas de austeridad y recortes por parte de los gobiernos del PSD y el PS, el presidente de la República Ramalho Eanes impulsó la fundación de un nuevo partido político de carácter centrista.
En las elecciones legislativas anticipadas de 1985 consiguió alzarse con el 17,9% de los votos y 45 escaños, siendo fundamental para mantener al gobierno conservador de Aníbal Cavaco Silva. A pesar de este éxito inicial, el PRD sufre en las elecciones municipales del mismo año el desgaste de no contar con un aparato estable y en 1987 apoya una moción de censura contra el gobierno de Silva que lleva a elecciones anticipadas. En estos comicios baja al 4,9% y se queda en 7 diputados. 
Ramalho Eanes abandonaría el liderazgo de la formación, que en 1989 lograría elegir a un eurodiputado por la lista del PS, pero que en las legislativas de 1991 quedaría definitivamente fuera de la vida política portuguesa.

## Resultados electorales
| Fecha | Votos     | %           | +/-   | Diputados | +/- |
| ----- | --------- | ----------- | ----- | --------- | --- |
| 1985  | 1 038 893 | 17,92 (3.º) |       | 45/250    |     |
| 1987  | 278 561   | 4,91 (4.º)  | 13,01 | 7/250     | 38  |
| 1991  | 35 077    | 0,61 (8.º)  | 4,30  | 0/230     | 7   |